# Monument romain provenant de Biot
Le monument romain provenant de Biot est un monument romain désigné aussi sous le nom de Trophée de La Brague trouvé à Biot.

## Localisation
Les éléments du monument ont été transportés en 1949 dans le musée archéologique d'Antibes, qui se trouvait alors dans le château Grimaldi, avant d'être déplacé dans le bastion Saint-André.

## Historique
Ce sont des blocs de pierre provenant d'une construction commémorative, funéraire ou votive.
Pour J.E. Dugand, ce monument datant de 44-42 av. J.-C. est un tropaeum en liaison avec les combats ayant opposé les Oxybiens dont le port se situait à l'embouchure de la rivière La Brague avec les Romains appelés à l'aide par les habitants d'Antipolis. Les vestiges du monument trouvés dans la pinède de Juan-les-Pins pouvaient rappeler cette bataille qui s'est déroulée en 154 av. J.-C. À la suite de cette victoire, les Romains se sont installés dans la région entourant Biot. Pour Louis Foucher, ce monument est en rapport avec la révolte des Allobroges en 62 av. J.-C..
Cet ensemble de blocs de pierre a été retrouvé de l'autre côté de l'étang à 1 km au sud-ouest du monument romain de Vaugrenier au début du XXe siècle. On ne sait pas d'où provenaient ces blocs. Dans les années 1930 ils avaient été remontés dans la pinède de Juan-les-Pins avant que ces blocs soient transportés au bastion Saint-André.
Ce monument romain est classé au titre des monuments historiques depuis le 19 avril 1945.